# Tecoma beckii
Tecoma beckii là một loài thực vật có hoa trong họ Chùm ớt. Loài này được J.R.I.Wood mô tả khoa học đầu tiên năm 2008.